# Stezka Cestou hraběte Renarda
Scieżka Szlakiem Hrabiego Renarda, česky lze přeložit jako stezka Cestou hraběte Renarda, je okružní ekologická naučná stezka v městském parku Park w Strzelcach Opolskich (Park Renardów) města Strzelce Opolskie v okrese Strzelce v jižním Polsku. Geograficky se také nachází v pohoří Chełm v Opolském vojvodství v Horním Slezsku.

## Historie a popis naučné stezky
Naučná stezka nese jméno tehdejšího majitele panství a zakladatele parku vybudovaného v anglickém stylu, kterým byl hrabě Andrzej Maria Renard (1795-1874). Stezka byla založena v roce 2006 a je zaměřena především na listnaté a jehličnaté stromy, další přírodu parku a historii parku a jeho budov. Stezka je doplněna u každého zastávvení celkem 30 informačními panely popisující místní domácí a exotické stromy a také několika dalšími panely. Mezi nejzajímavější stromy patří např. památné tisy červené, jeden z nejstarších smrků ztepilých v Polsku, nejvyšší jilm habrolistý v Polsku aj. Trasa stezky vede přes obě části parku, tj. přes Mały Park (Malý park) a přes Duży Park (Velký park), a také kolem ruin zámku a dalších staveb, památníků a rybníků.

## Další informace
Stezka je celoročně volně přístupná.

## Galerie

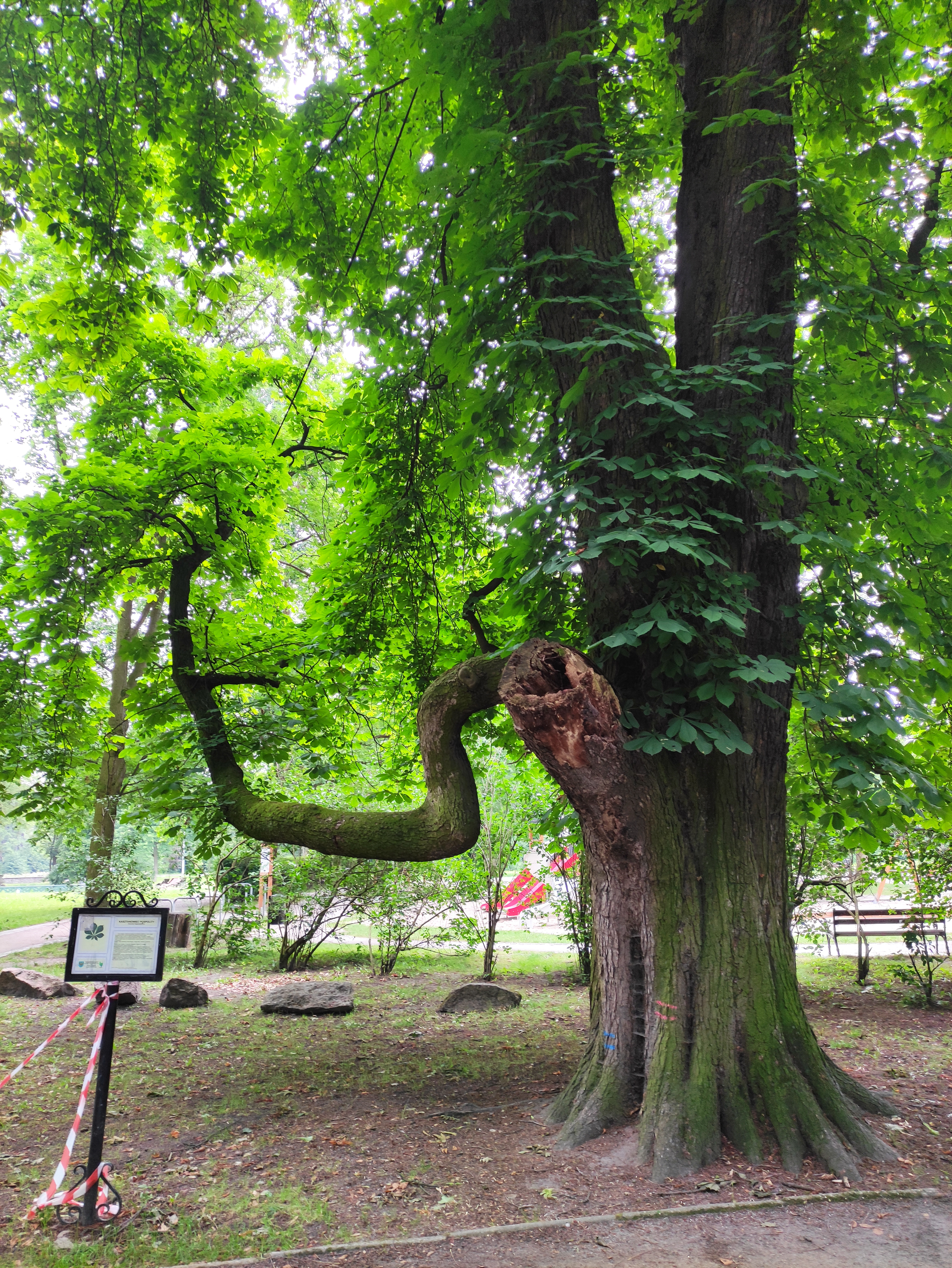
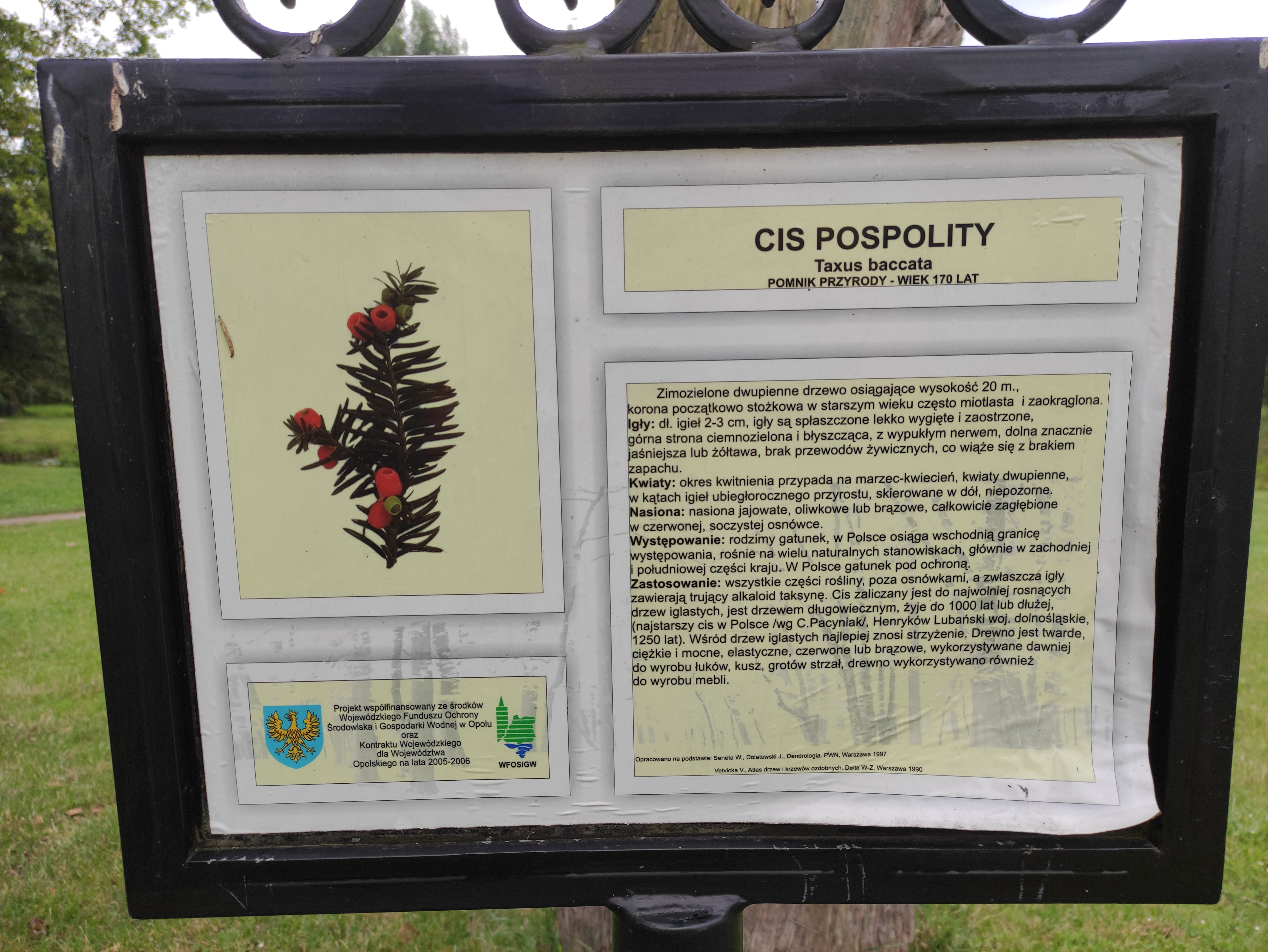
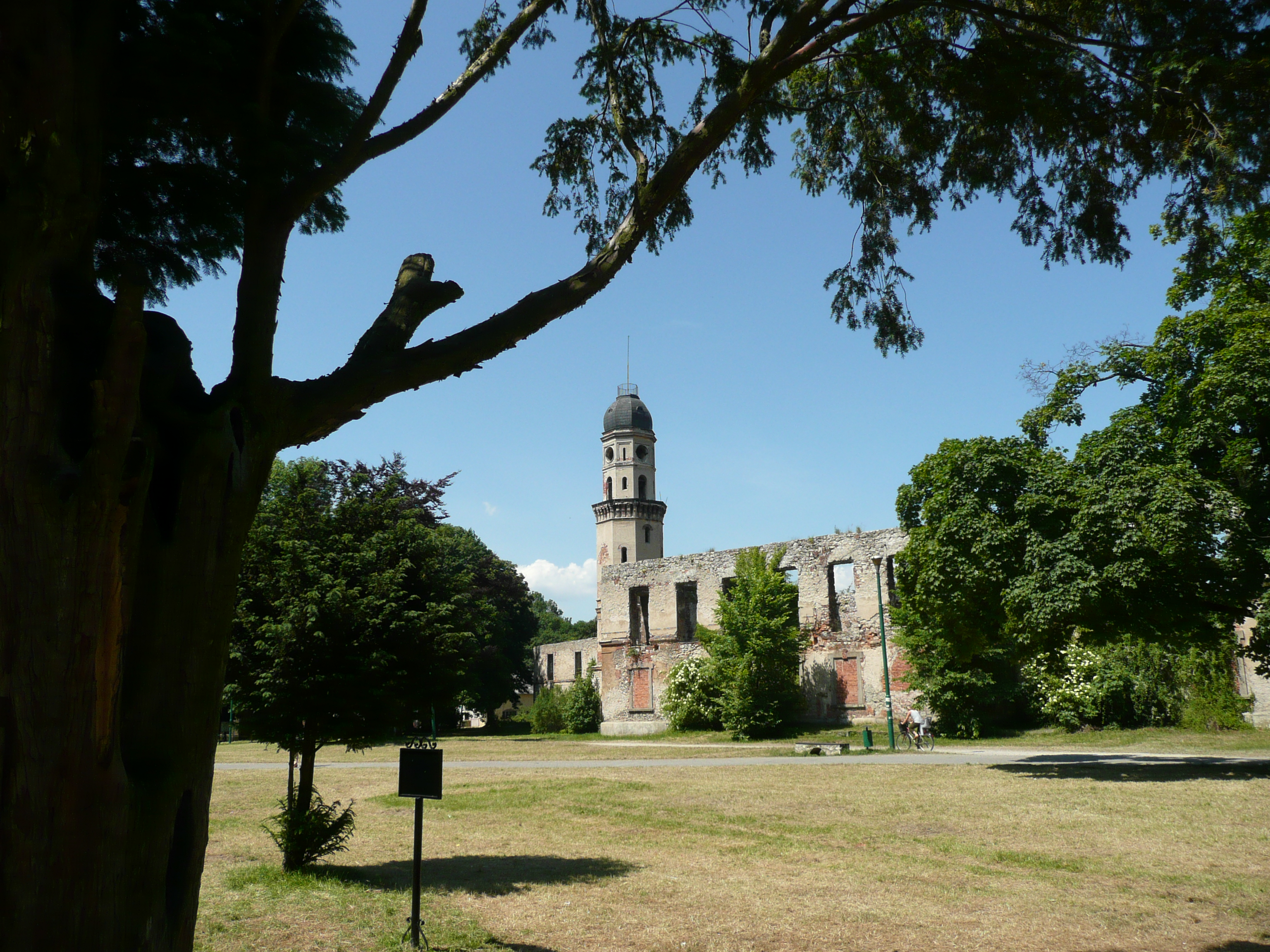
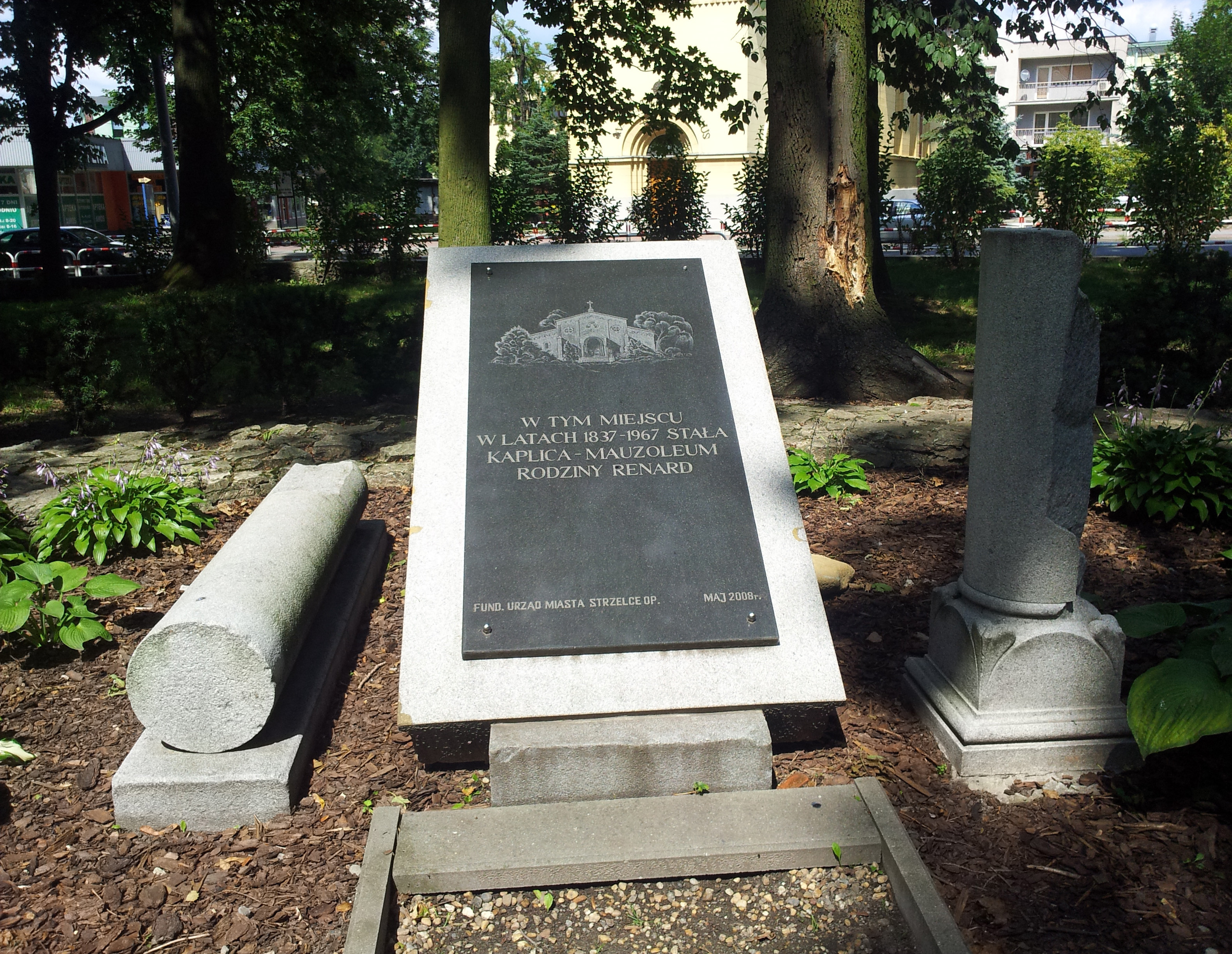